# Vers coix
Vers coix és aquell vers que no està ben construït per a les característiques que es volen donar-li. Per exemple, si en una poesia tots els versos són decasíl·labs i hi ha un vers que és o bé hendecasíl·lab o bé enneasíl·lab per un mal còmput de l'autor o per un error de la transmissió parlem de vers coix.